# Bupares chelicornis
Bupares chelicornis is een hooiwagen uit de familie Beloniscidae. De wetenschappelijke naam van Bupares chelicornis gaat terug op Roewer.